# Jagdgeschwader
Jagdgeschwader (asa de caça) foi um termo usado pelas forças armadas alemãs para denominar uma asa composta inteiramente por aeronaves de caça. Durante a Segunda Guerra Mundial, este tipo de asa, composta por três ou mais Gruppen (grupos), usou quase na totalidade aeronaves Messerschmitt Bf 109 e Focke-Wulf Fw 190.